# 卡奇山麓伦韦格
卡奇山麓伦韦格是奥地利克恩顿州德劳河畔施皮塔尔县的一个市镇。总面积120.81平方公里，总人口1992人，人口密度16.5人/平方公里（2005年）。